# Calypogeia cellulosa
Calypogeia cellulosa là một loài rêu trong họ Calypogeiaceae. Loài này được Spreng. Stephani mô tả khoa học đầu tiên năm 1908.